# Урвань (річка)
Урвань (кабард. Аруан
) — рукав річки Черек у республіці Кабардино-Балкарія. Випливає з річки Черек на північ від села Аушигер, протікає територією Урванського району і знову впадає в Черек біля села Октябрське в Майському районі.

## Характеристики
Довжина річки — 52 км. Долина річки Урвань лежить на передгірній рівнині. Виток — на висоті 580 метрів над рівнем моря, гирло на 195 метрах. Рельєф території, якою протікає річка Урвань, згладжений та місцями бугристий, з різноманітними впадинами в долину річки. Значних підвищень по бортах річки немає.
Русло у верхній течії в значній мірі каналізовано: тут коефіцієнт звивистості становить 1,02. Середня течія менш порушена антропогенною діяльністю: коефіцієнт звивистості становить 1,06. Практично природний обрис русла зберігся в нижній течії річки Урвань — коефіцієнт звивистості 1,33.
У верхній течії річка Урвань являє собою каналізоване русло зі спрямленими бортами. Ширина русла становить близько 3—3,5 метрів, глибина 15—25 см. Середня швидкість води 0,4—0,7 м/с. Витрата води становить близько 0,5—1,6 м³/с. Значна частина води йде на заповнення рибоводних ставків біля села Нартан.
Русло річки Урвань у середньому і нижньому плині сильно звивисте. Тут в Урвань зліва впадають дві його головні притоки — Нальчик і Шалушка. А також його найбільша права притока — Біла Річка. Далі Урвань набуває своїх природних обрисів і аж до впадіння в річку Черек майже по всій протяжності береги вкриті заплавними лісами.
Ширина русла річки в середньому становить близько 7 метрів і максимум до 20 метрів. Глибина в основному 30—40 см, у численних ямах доходить до 2 і більше метрів. Дно кам'янисте, на перекатах, піщане в ямах і на плесах. Прозорість води змінюється протягом року і залежить від опадів.
Середня швидкість течії річки Урвань становить 0,8—1,1 м/с. Витрата води змінюється за сезонами: навесні і влітку після дощів досягає 12 м³/с, у зимову межень — усього 3—5 м³/с. В окремі роки витрата води перевищує 20 м³/с.
Уздовж долини річки Урвань розташовані населені пункти — Урвань, Шитхала, Чорна Річка, Колдрасинський, Ново-Іванівське, Право-Урванський, Червона Поляна та Октябрське.

## Флора і фауна
Природна рослинність представлена широколистяними лісами густими у середній і нижній течіях ріки і лугами різного ступеня остепнення у верхній течії. Основу деревно-чагарникової рослинності становлять тополя-білолистка, вільха, ліщина, осика, різні види верби, ясен. Місцями численні калина й обліпиха. Значна частина території, прилеглої до річки Урвань, сільськогосподарсько-освоєна: місцями майже до самого русла або до неширокого прибережного лісу примикають пасовища, поля, сади та виноградники.
Іхтіофауна річки різноманітна і налічує близько 15 видів риб. Найбільш численні в ній вусань терський, бистрянка, пічкур звичайний, срібний карась і голець Криницького. Звичайні терський підуст, кавказький головень, сазан, предкавказька шиповка. Зрідка відзначаються райдужна форель, сом, окунь, північнокавказька уклейка, кавказька верхівка і амурський чебачок. У джерельних струмках досі звичайна струмкова форель.

## Дані водного реєстру
За даними державного водного реєстру Росії відноситься до Західно-Каспійського басейнового округу, водогосподарська ділянка річки — Терек від впадіння річки Урух до впадіння річки Малка. Річковий басейн річки — річки басейну Каспійського моря межиріччя Терека і Волги.
Код об'єкта в державному водному реєстрі — 07020000612008200005032.